# Thomas Woods
Thomas E. Woods (1º agosto 1972) è uno storico e scrittore statunitense.

## Biografia
È Senior fellow presso il Ludwig von Mises Institute. Ha studiato storia all'Università di Harvard  e alla Columbia University. Suoi scritti e saggi sono apparsi in autorevoli riviste quali: American Studies; New Oxford Review; Religion & Liberty; Journal des Economistes et des Etudes Humaines; Human Rights Review; Journal of Libertarian Studies.
È autore di The Politically Incorrect Guide to American History (2004); The Church Confronts Modernity (2004); How the Catholic Church Built Western Civilization (2005).
Nel 2006, per la sua opera The Church and the Market gli è stato assegnato dalla Intercollegiate Studies Institute e dalla Templeton Foundation il primo premio del prestigioso Templeton Enterprise Awards.
Vive ad Auburn, Alabama.

## Opere
- The Great Facade: Vatican II and the Regime of Novelty in the Catholic Church (con Christopher Ferrara; 2002) ISBN 1-890740-10-1
- The Church Confronts Modernity: Catholic Intellectuals and the Progressive Era (2004) ISBN 0-231-13186-0
- Guida politicamente scorretta alla storia degli Stati Uniti d'America (2004) D'Ettoris, Crotone 2011, edizione a cura di Maurizio Brunetti con un invito alla lettura di Marco Respinti ISBN 978-88-89341-40-7
- La Chiesa e il mercato. Una difesa cattolica della libera economia, Liberilibri, Macerata 2008, con una Prefazione di Carlo Lottieri ISBN 978-88-95481-05-0
- Come la Chiesa Cattolica ha costruito la civiltà occidentale (2005) Cantagalli, Siena 2007, con un invito alla lettura di Lucetta Scaraffia ISBN 978-88-8272-304-0
- 33 Questions About American History You're Not Supposed to Ask (2007) ISBN 0-307-34668-4
- Sacred Then and Sacred Now: The Return of the Old Latin Mass (2007) ISBN 978-0-9793540-2-1
- Who Killed the Constitution?: The Fate of American Liberty from World War I to George W. Bush (con Kevin Gutzman; 2008) ISBN 978-0-307-40575-3)
- Beyond Distributism (2008)
- Meltdown: A Free-Market Look at Why the Stock Market Collapsed, the Economy Tanked, and Government Bailouts Will Make Things Worse (Febbraio 2009) (ISBN 1-59698-587-9) & (ISBN 978-1-59698-587-2)